# Leiosphaerella moravica
Leiosphaerella moravica är en svampart som först beskrevs av Franz Petrak, och fick sitt nu gällande namn av Franz Petrak 1962. Leiosphaerella moravica ingår i släktet Leiosphaerella, ordningen kolkärnsvampar, klassen Sordariomycetes, divisionen sporsäcksvampar och riket svampar.   Inga underarter finns listade i Catalogue of Life.